# Renate von Natzmer
Renate (Reneata) Luise Mechthild von Natzmer (* 9. Juni 1898 in Borkow, Kreis Schlawe; † 18. Februar 1935 in Berlin-Plötzensee) war eine deutsche Adelige, die in der Zeit der Weimarer Republik und des nationalsozialistischen Deutschen Reiches für den polnischen Nachrichtendienst spionierte. Sie wurde 1934 enttarnt und 1935 hingerichtet.

## Leben
Ihre Eltern waren Gabriele von Küster-Hohenliebenthal (* 1866; † 1924) und der Borkower Gutsbesitzer Hans von Natzmer (* 1853; † 1933). Sie hatte mehrere Geschwister, von denen drei Brüder als Offiziere im Ersten Weltkrieg starben. 
1924 heiratete sie in Borkow den Ingenieur Kurt Bodewig und ließ sich in Berlin 1926 von ihm scheiden, führte danach wieder den Geburtsnamen.
Das 760 ha Rittergut der Familie wurde nach dem Tod der Mutter um 1927 verkauft, der Vater lebte als Witwer in Rheinsberg (Mark). Renate (Renata) von Natzmer arbeitete für das Reichswehrministerium und hatte Zugang zu wichtigen militärischen Geheimnissen. 
Der polnische Nachrichtenoffizier Major Jerzy Sosnowski warb von Natzmer 1927 für Spionagedienste an. Sie hatte Überblick und Zugriff auf geheime Kommandosachen des Ministeriums und wurde die wichtigste Nachrichtenquelle in Sosnowskis Spionagenetz. Sie lieferte sogar die Aufmarschpläne (A-Pläne) der deutschen Reichswehr an den polnischen Generalstab. Diese Pläne waren selbst im Ministerium nur wenigen Personen bekannt und gehörten zu den geheimsten Dokumenten des deutschen Militärs. Die polnische Generalität bezweifelte jedoch die Echtheit der Pläne, da ihnen die Vorstellung, dass eine einzelne Frau Zugang zu so wichtigen Unterlagen habe, unglaubwürdig erschien.
Der polnische Nachrichtenoffizier wurde im Februar 1934 von der deutschen Spionageabwehr enttarnt und festgenommen. Die Enttarnung wurde im Wesentlichen durch die Aussagen der Tänzerin Lea Niako, einer enttäuschten Geliebten Sosnowskis, ermöglicht. Die Aussagen belasteten Renate von Natzmer, ihre Freundin Benita von Falkenhayn und andere durch Sosnowski angeworbene weibliche Spione, darunter Irene von Jena (* 1899), Tochter eines Generalmajors.
Renate von Natzmer wurde zusammen mit Benita von Falkenhayn am 16. Februar 1935 vom 3. Senat des Volksgerichtshofes wegen Landesverrats zum Tode verurteilt und bereits zwei Tage später, am 18. Februar, in Berlin-Plötzensee hingerichtet. Vorangegangene Gnadengesuche aus dem deutschen Adel wurden von Adolf Hitler persönlich abgelehnt. Die Hinrichtung der beiden Frauen wurde vom Scharfrichter Carl Gröpler mit dem Richtbeil vollzogen.
Renate von Natzmer lebte Anfang der 1930er Jahre am Lützowufer 30, vor ihrer Verhaftung zuletzt in der Bayreuther Straße 42 unweit des Wittenbergplatzes, damals Charlottenburg, heute Schöneberg.

## Literarische Verarbeitungen
- Enrica von Handel-Mazzetti: Renate von Natzmer. Eine Paralleldichtung zu Schillers Kindsmörderin. Kling, Linz 1951.
- Arkadij Maslow: Die Tochter des Generals. Bebra, Berlin 2011. ISBN 978-3-937233-76-5. (Renate von Natzmer wird hier gemeinsam mit Marie Luise von Hammerstein zu einer fiktiven Hauptfigur verschmolzen).

## Verfilmungen
Die Spionageaffäre diente als Motiv für mehrere Verfilmungen.
- Kinofilm Rittmeister Wronski von 1954, Drehbuch von Axel Eggebrecht, mit den Schauspielern Willy Birgel und Irene von Meyendorff in den Hauptrollen nach den Realfiguren Sosnowski und von Falkenhayn.
- Fernsehfilm Kostenpflichtig zum Tode verurteilt von 1966 mit den Schauspielern Ernst Stankovski und Doris Schade in den Hauptrollen.
- Polnische Fernsehserie (in 24 Teilen) Pogranicze w ogniu (Feuer im Grenzgebiet) von 1991 mit Maria Gładkowska als Renate und Tomasz Stockinger als Georg.

## Genealogie
- Gothaisches Genealogisches Taschenbuch der Adeligen Häuser. Der in Deutschland eingeborene Adel (Uradel) 1906, Siebenter Jahrgang, Justus Perthes, Gotha 1905, S. 522 f.
- Gothaisches Genealogisches Taschenbuch der Adeligen Häuser. Teil A (Uradel) 1933, zugleich Adelsmatrikel der vereinigten Deutschen Adelsverbände. Zweiunddreißigster Jahrgang, Justus Perthes, Gotha 1932, S. 356 f.
- Gothaisches Genealogisches Taschenbuch der Adeligen Häuser. Teil A (Uradel) 1937, zugleich Adelsmatrikel der Deutschen Adelsgenossenschaft. Sechsunddreißigster Jahrgang, Justus Perthes, Gotha 1936, S. 374. (Letzter Eintrag im GGT).